# ラ・ガルナシュ
ラ・ガルナシュ （La Garnache）は、フランス、ペイ・ド・ラ・ロワール地域圏、ヴァンデ県のコミューン。

## 地理
県北西部にあり、シャランとは4km離れている。マレ・ブルトン地方の端に位置している。

## 史跡

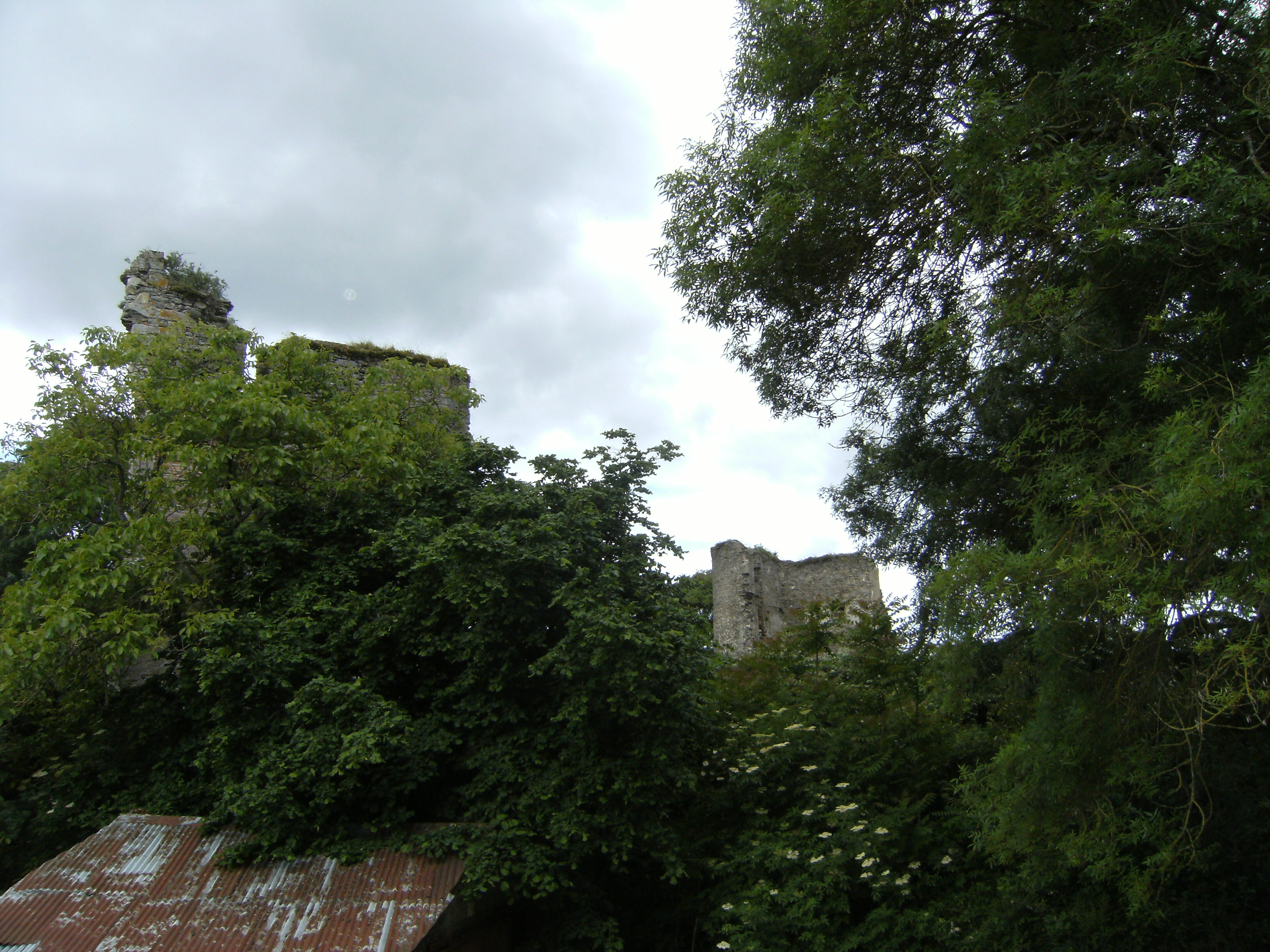
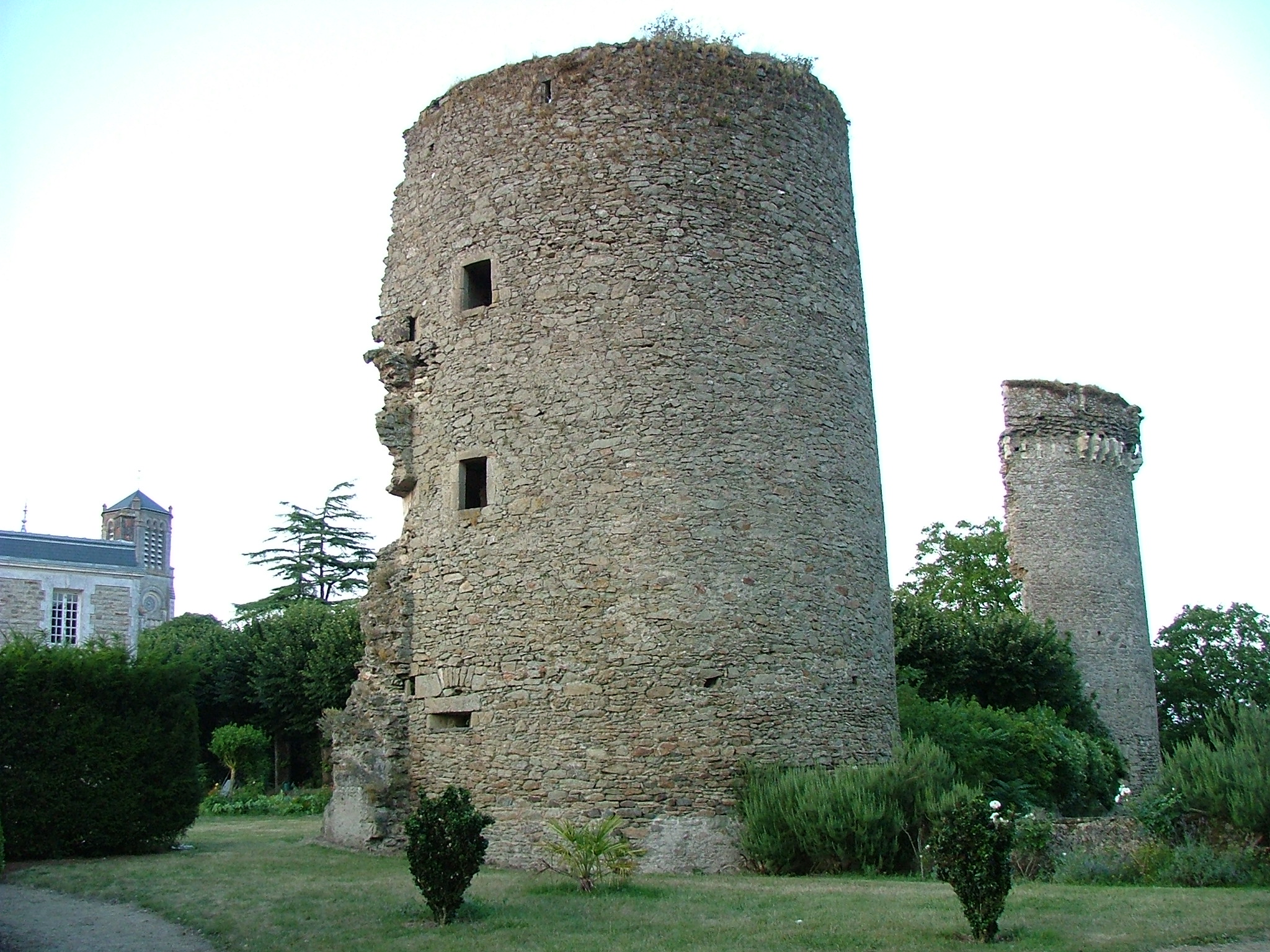
封建時代の城の一部
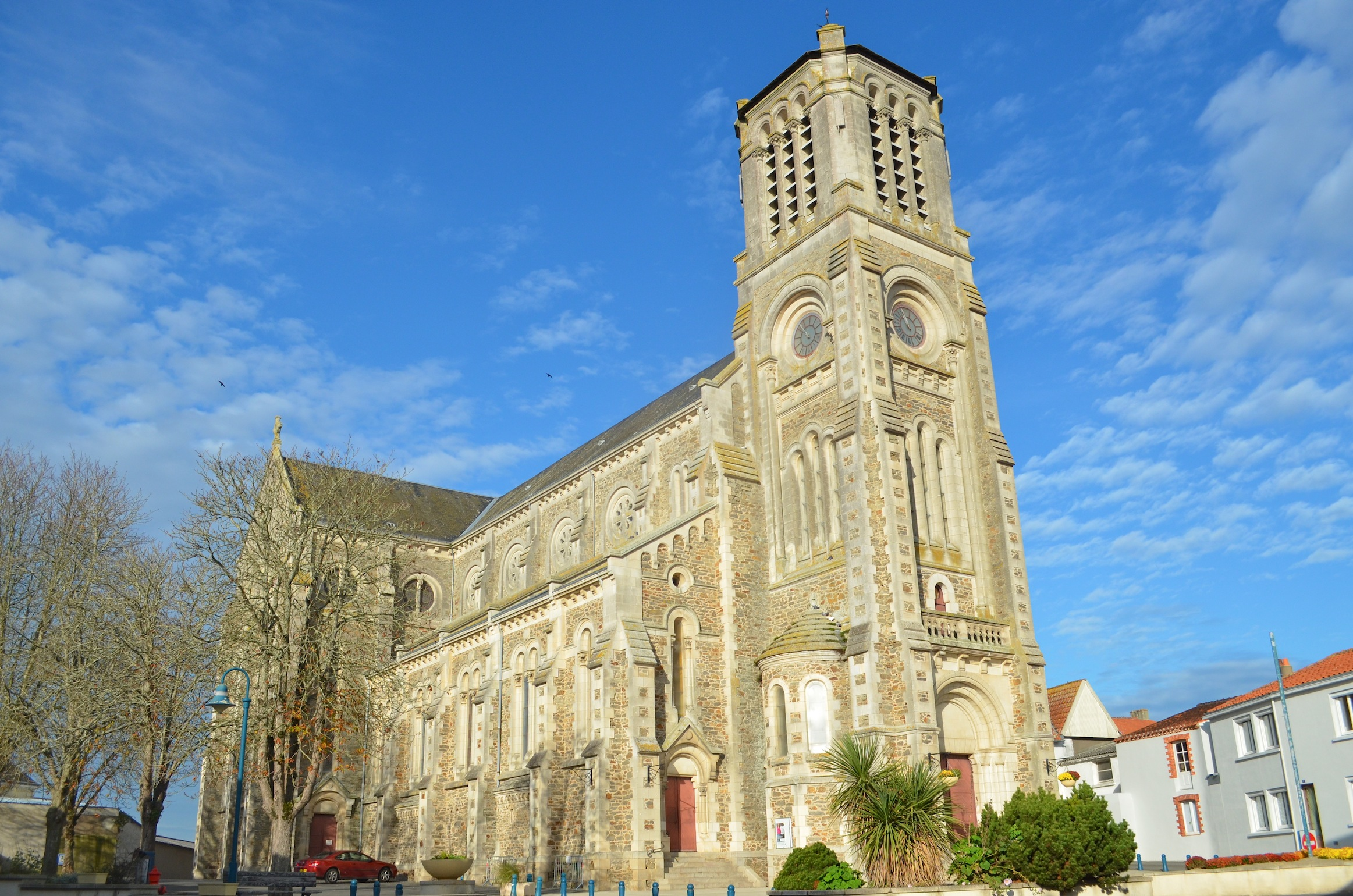
ノートルダム教会

## 人口統計
| 1962年 | 1968年 | 1975年 | 1982年 | 1990年 | 1999年 | 2008年 | 2013年 |
| ------ | ------ | ------ | ------ | ------ | ------ | ------ | ------ |
| 2710   | 2628   | 2807   | 3152   | 3379   | 3576   | 4364   | 4663   |

参照元:1962年から1999年までは複数コミューンに住所登録をする者の重複分を除いたもの。それ以降は当該コミューンの人口統計によるもの。1999年までEHESS/Cassini、2004年以降INSEE

## ゆかりの人物
- フランソワーズ・ド・ロアン - 16世紀のラ・ガルナシュ領主。ジャンヌ・ダルブレのいとこ。ヌムール公ジャックは彼女と恋仲になり子までもうけながら、フランソワーズではなくアンナ・デステとの結婚を選んだ。小説『クレーヴの奥方』のモデルと言われている。
- フランソワ・ド・シャレット - ヴァンデ戦争における王党派の将軍。結婚後にラ・ガルナシュのフォントクローズ荘園で暮らした。